# 우드헨지

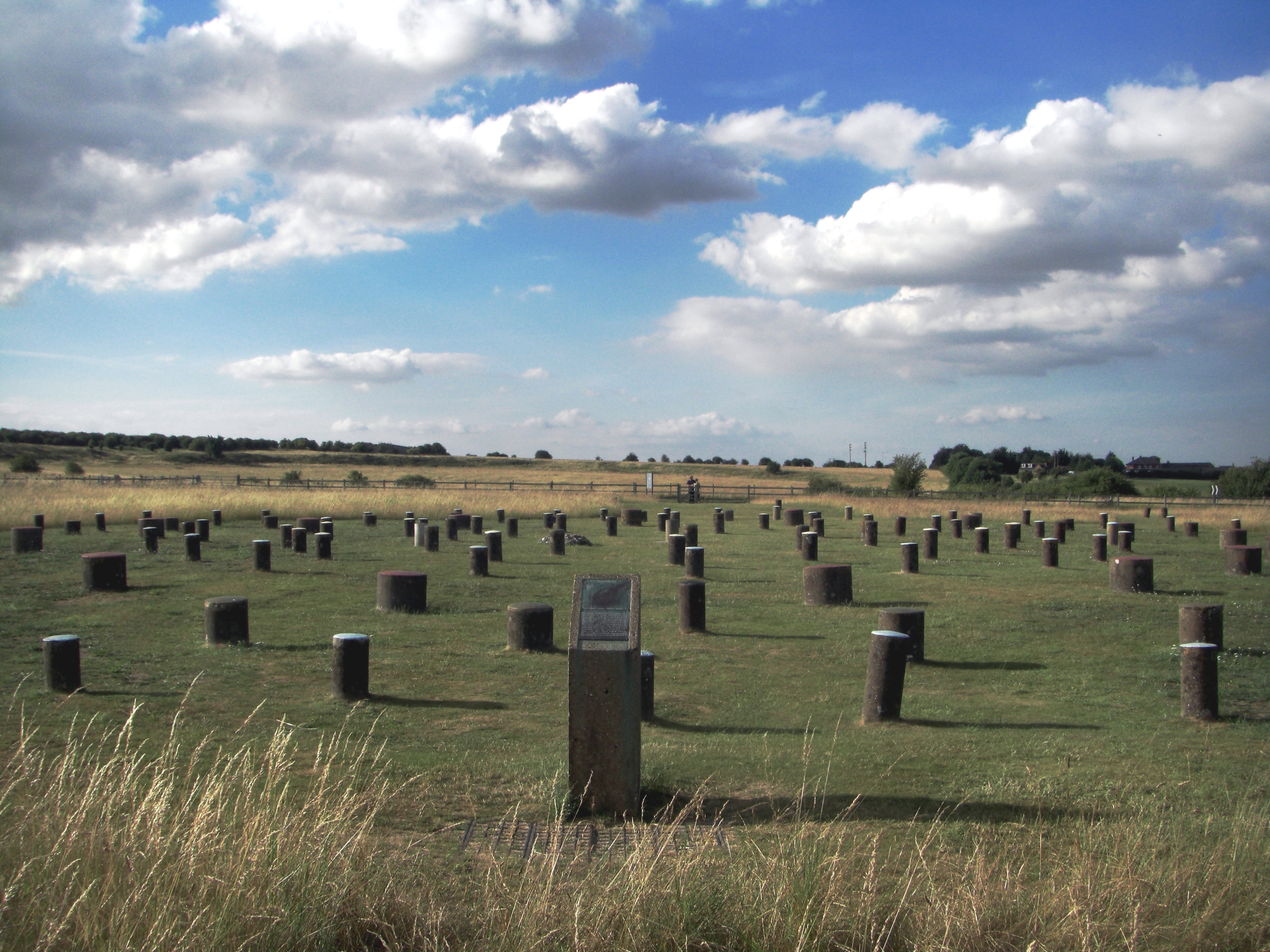
우드헨지 (북쪽 방향)

우드헨지(영어: Woodhenge)는 잉글랜드 남부 윌트셔주에 있는 세계유산 스톤헨지 지역에 위치한 신석기 시대의 유적이다. 스톤헨지의 북동쪽으로 약 3.2 킬로미터 떨어져 있으며, 에임즈베리 북쪽에 있다.

## 발견
우드헨지는 알렉산더 케일러와 OGS 크로퍼드의 항공고고학 조사 후, 1925년에 확인되었다. 크로퍼드는 1925년 길버트 인솔에 의해 촬영된 항공 사진을 통해 발견을 확신하였다.

## 같이 보기
- 나라별 고천문학 유적지 목록
- 스톤헨지